# Godflesh
Godflesh (з англ. Плоть Божа) — музичний гурт із міста Бірмінгем, Велика Британія, що виконує експериментальну важку музику, поєднуючи елементи хеві-металу та електронної музики. Жанр гурту не піддається чіткій класифікації і змінювався на різних альбомах, але головним чином це індастріал-метал та експериментальний метал, меншою мірою пост-метал та авангардний метал.
На відміну від колег по цеху, які виконують індустріальний метал (Ministry, Rammstein, Nine Inch Nails, Rob Zombie та ін.), Godflesh не досягли значного комерційного успіху, однак залишились водночас одним із найважливіших та найвпливовіших андеграундних колективів, що склав безпосередній вплив на формування усіх жанрів, у яких вони працювали.
Гурт з'явився у 1988 році, змінивши назву з Fall of Because на Godflesh. Більшість часу працює в форматі дуету, а вокаліст та гітарист Джастін Бродрік відомий також своїми чисельними сайд-проектами у суміжних жанрах.

## Біографія[1]
У кінці 1987 року два музиканти — гітарист Джастін Бродрік (Justin Broadrick) і басист Бен Грін (Ben Green) — після недовгого вільного плавання через розпад британської групи Fall of Because, у якій ті грали, вирішили відродити групу під тією ж назвою. Пошуки ударника у музикантів не увінчалися успіхом, у результаті чого Бродрік запропонував Гріну купити драм-машину для спільних репетицій.
У 1988 році, після пари десятків репетицій, музиканти вирішили записати свій перший альбом у студії Бродріка під назвою Avalanche, у якій раніше проводили репетиції. Під час запису учасники перейменували свою групу в Godflesh і вже під новою вивіскою в тому ж році випустили платівку власного виробництва. Завдяки щасливому випадку, платівка потрапила в руки Діга Парсона — керівника лейблу Earache Records, і той запропонував музикантам підписати контракт із лейблом. Незабаром до Godflesh для запису альбому приєднався гітарист Пол Невілл (Paul Neville) і оновленим складом музиканти почали писати новий матеріал для альбому Streercleaner, офіційний реліз якого відбувся в 1989 році.
З початку 1990 року група відправилася в гастрольний тур по Європі в компанії британської грайндкор-групи Napalm Death, після чого навесні поїхала гастролювати по США. По поверненню Godflesh взяли невелику перерву і вже на початку 1991 року випустили сингли Slavestate Remixes, Slavestate і Slateman, які увійшли до збірки під назвою Slavestate. Спільні гастролі з грайндкор-групою Napalm Death вплинули на стиль, у якому був виконаний збірник, однак після критики музичних видань Godflesh вирішили змінили стиль.
Другу половину 1991 року група провела в гастрольному європейському турі з групою Loop, яка тим самим провела свій прощальний тур. По завершенню гастролей склад групи покинув гітарист Пол Невілл, однак Бродрік і Гріну заміну йому довго шукати не довелося, тому що гітарист Роберт Хемпсон (Robert Hampson) з групи Loop, яка розпалась, негайно запропонував свою кандидатуру. Новим складом восени 1991 року Godflesh випустили сингл під назвою Cold World, після чого вирушили в студію для запису свого другого альбому Pure який вийшов у квітні 1992 року і продемонстрував публіці зміщення стилю групи до індастріал-металу.
Після випуску платівки Pure склад групи покинув гітарист Роберт Хемпсон, на місце якого Бродрік і Бен Грін, залишившись дуетом, не стали шукати заміну. На пару років музична діяльність групи була припинена, тому що музиканти Godflesh вирішили приділити час стороннім проєктам. Так, наприклад, тогоріч Бродрік взяв участь у записі дебютного альбому під назвою Vae Solis британської індастріал-метал групи Scorn.
Навесні 1994 року музиканти почали перезаписувати всі свої пісні за останні три роки активності в рамках Godflesh. Результатом роботи Бродріка і Гріна став сингл під назвою «Merciless» після якого група стала записувати свій третій студійний альбом, який був випущений під назвою Selfless 18 жовтня 1994 року.
Водночас група гастролювала разом з американськими хеві-метал-групами Type O Negative і Danzig. Після завершення гастрольного туру, в 1995 році Бродрік разом із лейблом Earache Records вирішили перевидати старі альбоми Godflesh, під час чого, музиканти ще раз проїхалися з гастролями по Європі.
Після перевидання компіляції, що складалася з пісень старих альбомів, музиканти поїхали гастролювати в США, де компанію групі склала металкор / хардкор група Vision Of Disorder. Місце за ударною установкою в Godflesh на час туру зайняв Тед Парсонс (Ted Parsons) з індастріал-метал групи Swans.
Відпочивши після гастролей, музиканти захотіли перезаписати пісні зі свого пластинки Songs of Love and Hate і в 1997 році група випустила збірку реміксів під назвою Love and Hate in Dub. Після офіційного релізу збірки Бродрік і Грін знову зайнялися сторонніми проєктами, повернувшись до проєкту Godflesh лише в кінці 1998 року.
Взимку 1999 року група почала записувати свій 5-й студійний альбом, який випустила під назвою Us and Them 8 липня. На момент виходу альбому відносини Godflesh із лейблом були зіпсованими. Відразу після розірвання контракту з лейблом Earache Records Godflesh заснували власний лейбл Avalanch, на якому почали записувати сингл, який отримав пізніше назву Messiah і випущений у 2000 році. Не гаючи часу група стала працювати над подвійний компіляцією, яка отримала пізніше назву «In All Languages». Компіляція була випущена у 2001 році і складалася з двох дисків — збірки під назвою Best of і диска з раніше невиданими піснями групи.
Того ж року Godflesh почали писати новий матеріал для 6-го студійного альбому. Також в цей час басиста Гріна в складі групи замінив музикант Пол Рейвен (Paul Raven), який до цього встиг пограти в американській індастріал / треш-метал групі Prong і британській індастріал / альтернатив-метал групі Killing Joke. Восени того ж року, 23 жовтня, був випущений студійний альбом «Hymns» на лейблі Avalanch. Відразу після офіційного релізу платівки Godflesh вирушили в гастрольний тур по Великій Британії в компанії американської дез / треш / індастріал-метал групи Fear Factory. У кінці туру у Бродрік почалися проблеми зі здоров'ям і після завершення гастролей він вирішив розпустити групу.
У кінці 2009 року на пресконференції присвяченій фестивалю Hellfest Summer Open Air 2010 Бродрік повідомив музичним журналістам, що група Godflesh вирішила возз'єднатися для виступу на фестивалі і вже проводить спільні репетиції. Як і було заявлено, музиканти відіграли на фестивалі в Кліссоні (Франція). Також до проведення фестивалю група розповіла засобам масової інформації, що музиканти мають намір не тільки брати участь у фестивалі, а й приступити до запису нового матеріалу для нового альбому.
Після вдалої участі у фестивалі Hellfest Summer Open Air 2010 група 23 жовтня того ж року виступила в рамках фестивалю під назвою Supersonic Festival, який проводився в Бірмінгемі (Велика Британія).
У грудні 2010 року на пресконференції присвяченій фестивалю Бродрік також дав інтерв'ю музичному журналу Decibel, у якому розповів про новий матеріал, який група активно репетирує з метою в майбутньому записати для нового студійного альбому Godflesh.
Новий матеріал побачив світ у 2014 році, коли вийшов альбом A World Lit Only by Fire, який був більш «металізований» із мінімумом електронної складової, і гурт продовжив активну концертну діяльність.
У 2017 році вийшов альбом Post Self.

## Дискографія
Повноформатні альбоми (LP):
- Streetcleaner (1989)
- Pure (1992)
- Selfless (1994)
- Songs of Love and Hate (1996)
- Us and Them (1999)
- Hymns (2001)
- A World Lit Only by Fire (2014)
- Post Self (2017)

Мініальбоми (EP):
- Godflesh (1988)
- Merciless (1994)
- Love and Hate in Dub (1997)
- Messiah (2000)
- Decline and Fall (2014)